# 祖倫·盧柏迪古
祖倫·盧柏迪古·阿尔戈特（西班牙語：Julen Lopetegui Argote，1966年8月28日—），前西班牙足球運動員。球員時代司職守門員，曾效力西甲皇家馬德里及巴塞隆拿。退役後成為足球教練，歷任西班牙U19、U20、U21領隊。2014年至2016年，執教葡甲波圖。2016年7月21日，接替出任西班牙國家足球隊領隊。2018年6月13日，皇家馬德里官方宣布盧柏迪古於世界盃後接任領隊。由於前不久盧柏迪古才與西班牙國家隊續約，這引發了西班牙足協高層的強烈不滿。同日，盧柏迪古被西班牙足總直接解僱。執教西甲球隊皇家馬德里后，皇家馬德里战绩糟糕，在盧柏迪古執教的14场比赛中就输掉了6场。在2018年10月28日的西班牙國家德比中更是1-5慘敗巴塞羅那，皇馬于2018年10月29日宣佈解雇盧柏迪古。
2020年8月21日，塞維利亞在2019–20年歐洲聯賽決賽中以3-2擊敗了國際米蘭，這是盧柏迪古的第一個俱樂部榮譽。

## 榮譽

### 球員
皇家馬德里
- 西甲: 1989–90
- 西班牙超級盃: 1989

巴塞隆拿
- 歐洲盃賽冠軍盃: 1996–97[5]
- 西班牙國王盃: 1996–97（英语：1996–97 Copa del Rey）[6]
- 西班牙超級盃: 1994（英语：1994 Supercopa de España）,[7] 1996（英语：1996 Supercopa de España）[8]

西班牙U20
- 國際足協U-20世界盃: 1985（英语：1985 FIFA World Youth Championship）亞軍

### 領隊
西班牙U19
- 歐洲U-19足球錦標賽: 2012（英语：2012 UEFA European Under-19 Championship）

西班牙U21
- 歐洲U-21足球錦標賽: 2013

 塞維利亞
- 欧足联欧洲联赛冠軍：2019-20賽季